# انجمن منتقدان و نویسندگان سینمایی ایران
انجمن منتقدان و نویسندگان سینمای ایران، یکی از اعضای جامعه اصناف سینمایی ایران (خانه سینما) است که از سال 1373 فعالیت خود را آغاز کرده‌است. این انجمن هر سال جشنی را در قالب جشن منتقدان سینمایی برگزار می‌کند که در سال‌های اخیر بر اساس رای‌گیری اعضای آن به سینماگران منتخب جایزه اهدا می‌شود. تا به حال سیزده دوره از این جشنواره برگزار شده‌است.
همچنین این انجمن هر سال جایزه‌ای با عنوان جایزه نوشتار سینمایی برگزار می‌کند که با انتخاب داوران به منتقدان و نویسندگان برتر جایزه اهدا می‌شود. تا به حال چهارده دوره از این جشن برگزار شده‌است.

## جشن منتقدان سینمایی

### دورهٔ اول

#### عوامل
- دبیر جشن: مصطفی محمودی
- رئیس شورای مرکزی انجمن: جواد طوسی
- تاریخ برگزاری: سه شنبه ۲۶ دی ماه ۱۳۸۵
- محل برگزاری: تالار اجتماعات تلاش وزارت کار و امور اجتماعی
- مجری: محمدعلی اینانلو
- داوران: جواد طوسی، مصطفی محمودی، کیوان کثیریان، محمدتقی فهیم، صادق خاموشی[۵]

#### تقدیرها
- بزرگداشت پیشکسوتان سینما: شهلا ریاحی، فرامرز قریبیان، هوشنگ کاووسی، جمشید ارجمند و مسعود کیمیایی
- تقدیر از نامغ قادری (کنترل چی فقید سینما بهمن)، اسدالله یکتا (بازیگر قدیمی سینما)، هوشنگ کاوه (مدیر و مالک سینما عصر جدید)، محمدمهدی فخری زاده (مدیر انتشارات روزنه کار) به خاطر نشر کتب سینمایی
- اهدای لوح تقدیر به دختر مهدی سلیمی (رئیس فقید موزه سینمای ایران)، حمیدرضا مدقق (سردبیر گروه فرهنگ و هنر شبکه خبر) و مهرداد حجتی (سردبیر برنامه گفت و گوی روز رادیو گفت و گو)

#### جوایز
- بهترین فیلم: برنده: چهارشنبه‌سوری (سیدجمال ساداتیان)، دیپلم افتخار: به‌آهستگی (جهانگیر کوثری)
- بهترین کارگردانی: برنده: جعفر پناهی (آفساید)، دیپلم افتخار: سامان سالور (چند کیلو خرما برای مراسم تدفین)
- بهترین فیلمنامه: برنده: پرویز شهبازی (به‌آهستگی)، دیپلم افتخار: فرید مصطفوی و ابوالحسن داوودی (تقاطع)

### دورهٔ دوّم

#### عوامل
- دبیر جشن: محمد خزاعی
- رئیس شورای مرکزی انجمن: سعید مستغاثی
- تاریخ برگزاری: دوشنبه ۱۰ تیر ماه ۱۳۸۷
- محل برگزاری: تالاروحدت
- مجری: کامران ملکی و محمد سلوکی
- کارگردان مراسم: مهدی کرم‌پور
- طراح صحنه: محسن شاه‌ابراهیمی
- داوران: بخش فیلمهای بلند سینمایی: جمشید ارجمند، زاون قوکاسیان، کامران ملکی، علی علائی، شاهرخ دولکو، کیوان کثیریان و حسن معظمی
- بخش ویژه ۳۰ سال سینمایی بعد از انقلاب: داوری ۲۰۰ منتقد و نویسنده سینمایی[۶]

#### تقدیرها
- بزرگداشت زاون قوکاسیان و طهماسب صلح‌جو دو منتقد پیشکسوت سینما با حضور سعید مستغاثی و محمدرضا جعفری جلوه
- تقدیر از مؤسسان انجمن: فریدون جیرانی، غلامرضا موسوی، پرویز صمدی مقدم
- تقدیر از روسای پیشین انجمن: مسعود فراستی، علی معلم، خسرو دهقان، محمود گبرلو و جواد طوسی با حضور ضیاء هاشمی، رضا میر کریمی، منوچهر محمدی و یدالله صمدی مدیران عامل دوره های مختلف خانه سینما (فراستی و دهقان در مراسم حضور نداشتند)
- تقدیر از روزنامه بانی فیلم، هفته نامه سینما، هفته نامه جهان سینما و ماهنامه صنعت سینما و مدیران مسئول این نشریات تقدیر از دو چهره فرهنگی «محمدباقر قالیباف» شهردار تهران و «محمدرضا جعفری جلوه» معاون سینمایی وزیر ارشاد با حضور علی لاریجانی رئیس مجلس و عزت‌الله انتظامی

#### جوایز
- بهترین فیلم: به همین سادگی (رضا میرکریمی)
- بهترین کارگردان: محمدعلی باشه آهنگر (فرزند خاک)
- بهترین فیلمنامه: بهنام بهزادی (تنها دو بار زندگی می‌کنیم)
- بهترین بازیگر نقش اول مرد: رضا ناجی (آواز گنجشک‌ها)
- بهترین بازیگر نقش اول زن: مهتاب نصیرپور (فرزند خاک)

### دورهٔ سوم

#### عوامل
- دبیر جشن: زهرا مشتاق
- رئیس شورای مرکزی انجمن: سعید مستغاثی
- تاریخ برگزاری: دوشنبه ۲۸ دی ماه ۱۳۸۸
- محل برگزاری: فرهنگسرای ارسباران
- مجری: شهرام شکیبا
- کارگردان مراسم: کیوان کثیریان
- داوران: جواد طوسی، فریدون جیرانی، خسرو دهقان، حسین معززی‌نیا، احمد طالبی نژاد، طهماسب صلح جو و محمدخزاعی
- همکاران جشن: کامران ملکی، رامتین شهبازی، علی علائی[۷]

#### تقدیرها
- بزرگداشت ابوالحسن علوی طباطبایی منتقد پیشکسوت سینما با حضور سعید مستغاثی و چندی دیگر
- جمعی از مهمانان حاضر: حبیب رضایی، مهدی کریمی، رضا عطاران، شقایق فراهانی، سامان استرکی، عبدالرضا کاهانی، شیما منفرد، جواد طوسی، فریدون جیرانی، امید روحانی، حسین معززی نیا، محمد سریر، طهماسب صلح جو، محمد خزاعی، پیمان معادی، لیلا حاتمی، صابر ابر، طناز طباطبایی، محمدرضا فروتن، حسن فتحی، رؤیا تیموریان، شهاب حسینی، جمشید ارجمند و چندی دیگر

#### جوایز
- بهترین فیلم: درباره الی (اصغر فرهادی و سیدمحمود رضوی)
- بهترین کارگردانی: حسن فتحی (پستچی سه بار در نمی‌زند)
- جایزه ویژه منتقدان: واروژ کریم مسیحی (تردید)
- بهترین فیلمنامه: هادی مقدم‌دوست و حمید نعمت‌الله (بی‌پولی)
- بهترین بازیگر زن: لیلا حاتمی (بی‌پولی)
- بهترین بازیگر مرد: محمدرضا فروتن (عیار ۱۴)
- بازیگر مکمل زن: طناز طباطبایی (صداها)
- بازیگر مکمل مرد: صابر ابر (دربارهٔ الی)

### دوره چهارم

#### عوامل
- دبیر جشن: کیوان کثیریان
- رئیس شورای مرکزی انجمن: علی علائی
- تاریخ برگزاری: جمعه ۸ بهمن ماه ۱۳۸۹
- محل برگزاری: فرهنگسرای ارسباران
- مجری: شهرام شکیبا
- داوران: محمود گبرلو، مهرزاد دانش، حسین گیتی، علی علائی، امیر قادری، حمید گرشاسبی و خسرو نقیبی
- همکاران جشن: زهرا مشتاق، جعفر گودرزی، حسن معظمی، احد صادقی[۸]

#### تقدیرها
- بزرگداشت محسن سیف با حضور سیروس الوند و خسرو دهقان
- بزرگداشت هوشنگ کاووسی با حضور هوشنگ گلمکانی و حمیدرضا صدر (در غیاب هوشنگ کاووسی، هوشنگ گل مکانی لوح تقدیر را دریافت کرد)

#### جوایز
- بهترین فیلم: کیفر (سعید سعدی)، دیپلم افتخار: پرسه در مه (جواد نوروزبیگی)
- بهترین کارگردانی: ابراهیم حاتمی‌کیا (به رنگ ارغوان)
- بهترین فیلمنامه: بهرام توکلی (پرسه در مه)، دیپلم افتخار: علیرضا نادری (کیفر)
- بهترین بازیگر نقش اول زن: نگار جواهریان (طلا و مس)، دیپلم افتخار: مهناز افشار (طبقه سوم)
- بهترین بازیگر نقش اول مرد شهاب حسینی (پرسه در مه)
- جایزه ویژه هیئت داوران: حمید فرخ‌نژاد (به رنگ ارغوان)
- بهترین بازیگر نقش مکمل زن: مهراوه شریفی‌نیا (پشت در خبری نیست)
- بهترین بازیگر نقش مکمل مرد: مهران احمدی (هیچ)

### دورهٔ پنجم

#### عوامل
- دبیر جشن: کیوان کثیریان
- رئیس شورای مرکزی انجمن: علی علائی
- تاریخ برگزاری: دوشنبه ۲۳ خرداد ماه ۱۳۹۰
- محل برگزاری: تالارایوان شمس
- مجری: شهرام شکیبا
- داوران: آنتونیا شرکا، اسماعیل میهن دوست، سعید قطبی زاده، کیوان کثیریان، شاپور عظیمی، ذبیح‌الله رحمانی و چیستا یثربی[۹]

#### تقدیرها
- بزرگداشت خسرو دهقان با حضور گوهر خیراندیش، محسن سیف و شهرام جعفری‌نژاد
- تقدیر از عدنان عفراویان بازیگر «باشو، غریبه کوچک» با حضور سیروس تسلیمی تهیه‌کننده، پرویز پورحسینی و امیر پوریا
- تقدیر از مسعود کیمیایی با حضور سیروس الوند به مناسبت بیست و دومین سالگرد اکران فیلم «سرب»

#### جوایز
- بهترین فیلم: جدایی نادر از سیمین (اصغر فرهادی)

جایزه ویژه: اسب حیوان نجیبی است (سلیمان علی محمد)
جایزه ویژه: یه حبه قند (سیدرضا میرکریمی)
- بهترین کارگردانی: اصغر فرهادی (جدایی نادر از سیمین)

جایزه ویژه: علیرضا داودنژاد (مرهم)
- بهترین فیلمنامه: بهرام توکلی (اینجا بدون من)، دیپلم افتخار: امیر عربی (سعادت آباد)
- بهترین بازیگر اول زن: ساره بیات (جدایی نادر از سیمین)، دیپلم افتخار: طناز طباطبایی (مرهم)
- بهترین بازیگر نقش اول مرد: پیمان معادی (جدایی نادر از سیمین)، دیپلم افتخار: رضا عطاران (اسب حیوان نجیبی است)
- بهترین بازیگر نقش مکمل زن: ریما رامین‌فر (یه حبه قند)، دیپلم افتخار: کبری حسن‌زاده (مرهم)
- بهترین بازیگر نقش مکمل مرد: شهاب حسینی (جدایی نادر از سیمین)، دیپلم افتخار: امیر آقایی (سعادت آباد)

### دوره ششم

#### عوامل
- دبیر جشن: علی علائی
- رئیس شورای مرکزی انجمن: علی علائی
- تاریخ برگزاری: یکشنبه ۲۴ دی ماه ۱۳۹۱
- محل برگزاری: فرهنگسرای ارسباران
- مجری: شهرام شکیبا
- داوران: داوری آکادمی (از این دوره، داوری جشن با رای تعداد زیادی از اعضای انجمن و جمع‌بندی آرای آنان با اعمال ضرایب مشخص انجام گرفت)[۱۰]

#### تقدیرها
- بزرگداشت داریوش مهرجویی با حضور کیومرث پوراحمد و مسعود مهرابی
- بزرگداشت ناصر تقوایی با حضور جواد مجابی، حمید فرخ‌نژاد و احمد طالبی نژاد
- بزرگداشت پرویز دوایی با حضور مسعود کیمیایی
- زهرا مشتاق به عنوان عضو فعال صنفی انجمن منتقدان و نویسندگان سینمایی با حضو علی علائی، کامران ملکی و فرهاد توحیدی مورد تقدیر قرار گرفت

#### جوایز
- بهترین فیلم: برف روی کاج‌ها (سیدجمال ساداتیان)
- بهترین کارگردانی: محمدعلی باشه‌آهنگر (ملکه)، دیپلم افتخار: مانی حقیقی (پذیرایی ساده)
- بهترین فیلمنامه: پیمان معادی (برف روی کاج‌ها)
- بهترین بازیگر نقش اول زن: مهناز افشار (برف روی کاج‌ها)
- بهترین بازیگر نقش اول مرد: مهدی هاشمی (ضد گلوله)، دیپلم افتخار: رضا عطاران (بی‌خود و بی‌جهت)
- بهترین بازیگر نقش مکمل زن: یکتا ناصر (یکی می‌خواد باهات حرف بزنه)
- بهترین بازیگر نقش مکمل مرد: اکبر عبدی (خوابم می‌آد)، دیپلم افتخار: حمیدرضا آذرنگ (ملکه)

### دورهٔ هفتم

#### عوامل
- دبیر جشن: علی علائی
- رئیس شورای مرکزی انجمن: طهماسب صلح جو
- تاریخ برگزاری: چهارشنبه ۲۵ دی ماه ۱۳۹۲
- محل برگزاری: تالار ایوان شمس
- مجری: کامران ملکی
- داوران: داوری آکادمی[۱۱]

#### تقدیرها
- بزرگداشت کیانوش عیاری به مناسبت بیست و پنجمین سال اکران «آن سوی آتش» با حضور مهدی هاشمی و محمدعلی سجادی
- بزرگداشت ایرج کریمی با حضور یاشار نورایی، طهماسب صلح جو، سعید عقیقی
- بزرگداشت پرویز نوری با حضور مسعود کیمیایی و جواد طوسی

#### جوایز
- بهترین فیلم: دربند (امیر سماواتی)، دیپلم افتخار: پرویز (سعید آرمند)
- بهترین کارگردان: پرویز شهبازی (دربند)
- بهترین فیلمنامه: دهلیز (علی اصغری)
- بهترین بازیگر نقش اول مرد: رضا عطاران (دهلیز)، دیپلم افتخار: شهاب حسینی (حوض نقاشی)
- بهترین بازیگر نقش اول زن: نازنین بیاتی (دربند)
- بهترین بازیگر نقش مکمل مرد: بابک حمیدیان (هیس دخترها فریاد نمی‌زنند)
- بهترین بازیگر نقش مکمل زن: پگاه آهنگرانی (دربند)، دیپلم افتخار: فرشته صدر عرفایی (حوض نقاشی)

### دورهٔ هشتم

#### عوامل
- دبیر جشن: جواد طوسی
- رئیس شورای مرکزی انجمن: کیوان کثیریان
- مدیر اجرایی جشن: جعفر گودرزی
- تاریخ برگزاری: چهارشنبه ۲۲ مرداد ماه ۹۳
- محل برگزاری: تالار ایوان شمس
- مجری: شهرام شکیبا
- داوران: داوری آکادمی
- مدیر آکادمی: علی علائی
- کارگردان مراسم: مجید برزگر
- همکاران جشن: زهرا مشتاق، کامران ملکی، سحر عصرآزاد، منصوره وافری
- امور اجرایی: گلاره محمدی با همکاری محمد نیک‌بخت[۱۲]

#### تقدیرها
- بزرگداشت ایرج صابری(منتقد پیشکسوت) با حضور جواد طوسی، شاپور منصف و حسین گیتی
- بزرگداشت علیرضا داودنژاد با حضور کیانوش عیاری و رضا داودنژاد
- در این بخش علی عباسی تهیه‌کننده قدیمی و سرشناس سینما روی سن دعوت شد و داودنژاد جایزه خود را به او تقدیم کرد

#### جوایز
- بهترین فیلم: خانه پدری (کیانوش عیاری)
- جایزه ویژه: ماهی و گربه (شهرام مکری)
- بهترین کارگردانی: کیانوش عیاری (خانه پدری)، دیپلم افتخار: رضا درمیشیان (عصبانی نیستم)
- بهترین فیلمنامه: کیانوش عیاری (خانه پدری)، دیپلم افتخار: مصطفی کیایی (خط ویژه)
- بهترین بازیگر نقش اول مرد: نوید محمدزاده (عصبانی نیستم)، دیپلم افتخار: مهدی فخیم زاده (آذر، شهدخت، پرویز و دیگران)
- بهترین بازیگر نقش اول زن: مریلا زارعی (شیار ۱۴۳)
- بهترین بازیگر نقش مکمل مرد: بابک حمیدیان (چ)
- بهترین بازیگر نقش مکمل زن: ترانه علیدوستی (زندگی مشترک آقای محمودی و بانو)

### دورهٔ نهم

#### عوامل
- دبیر جشن: کیوان کثیریان
- رئیس شورای مرکزی انجمن: کیوان کثیریان
- تاریخ برگزاری: یک شنبه ۱۰ آبان ماه ۱۳۹۴
- محل برگزاری: تالار بهنام محمدی مرکز آفرینش های کانون پرورش فکری
- مجری: کامران ملکی
- کارگردان مراسم: میثم میرزایی
- داوران: داوری آکادمی[۱۳]

#### جوایز
- بهترین فیلم: در دنیای تو ساعت چند است؟
- بهترین کارگردان: ابوالحسن داودی (رخ دیوانه)
- بهترین فیلمنامه: صفی یزدانیان (در دنیای تو ساعت چند است؟)
- بهترین بازیگر نقش اول زن: باران کوثری (کوچه بی‌نام)، دیپلم افتخار: مهتاب کرامتی (عصر یخبندان)
- بهترین بازیگر نقش اول مرد: سعید آقاخانی (خداحافظی طولانی)
- جایزه خلاقیت در بازیگری: فرهاد اصلانی برای مجموعه آثار (عصر یخبندان، دوران عاشقی و کوچه بی‌نام)
- بهترین بازیگر نقش مکمل زن: فرشته صدرعرفایی (کوچه بی‌نام)، دیپلم افتخار: سحر دولتشاهی (عصر یخبندان)
- بهترین بازیگر نقش مکمل مرد: هومن سیدی (من دیگو مارادونا هستم)

### دورهٔ دهم

#### عوامل
- دبیر جشن: کیوان کثیریان
- رئیس شورای مرکزی انجمن: جواد طوسی
- تاریخ برگزاری: یک شنبه ۲۸ شهریور ماه ۱۳۹۵
- محل برگزاری: تالار بهنام محمدی مرکز آفرینش های کانون پرورش فکری
- مجری: منصور ضابطیان
- کارگردان مراسم: میثم میرزایی
- داوران: داوری آکادمی[۱۴]

#### جوایز
- بهترین فیلم: ابد و یک روز (سعید ملکان)

جایزه ویژه: رضا میرکریمی (دختر)
- بهترین کارگردانی: سعید روستایی (ابد و یک روز)
- جایزه ویژه بخش کارگردانی: ابراهیم حاتمی کیا (بادیگارد)
- بهترین فیلمنامه: سعید روستایی (ابد و یک روز)
- بهترین نقش اول زن: لیلا حاتمی (من)، دیپلم افتخار: پریناز ایزدیار (ابد و یک روز)
- بهترین بازیگر نقش اول مرد: پیمان معادی (ابد و یک روز)
- بهترین نقش مکمل زن: شبنم مقدمی (نفس)، دیپلم افتخار: سارا بهرامی (خانه‌ای در خیابان چهل و یکم)
- بهترین بازیگر مکمل مرد: نوید محمدزاده (ابد و یک روز)
- بهترین طراحی صحنه و لباس: نگار نعمتی و امیرحسین قدسی (اژدها وارد می‌شود)

### دورهٔ یازدهم

#### عوامل
- دبیر جشن: جعفر گودرزی
- رئیس شورای مرکزی انجمن: جواد طوسی
- تاریخ برگزاری: پنجشنبه ۲۶ مرداد ۱۳۹۶
- محل برگزاری: تالار بهنام محمدی مرکز آفرینش های کانون پرورش فکری
- مجری: فرزاد حسنی
- مدیر هنری: میثم میرزایی
- طراح پوستر: علی باقری
- مدیر اجرایی: سیاوش حقیقی
- مسئول آکادمی: علی علایی[۱۵]

#### جوایز
- بهترین فیلم: رگ خواب (حمید نعمت‌الله)
- بهترین کارگردانی: حمید نعمت‌الله (رگ خواب)، دیپلم افتخار: محمد حسین مهدویان (ماجرای نیمروز)

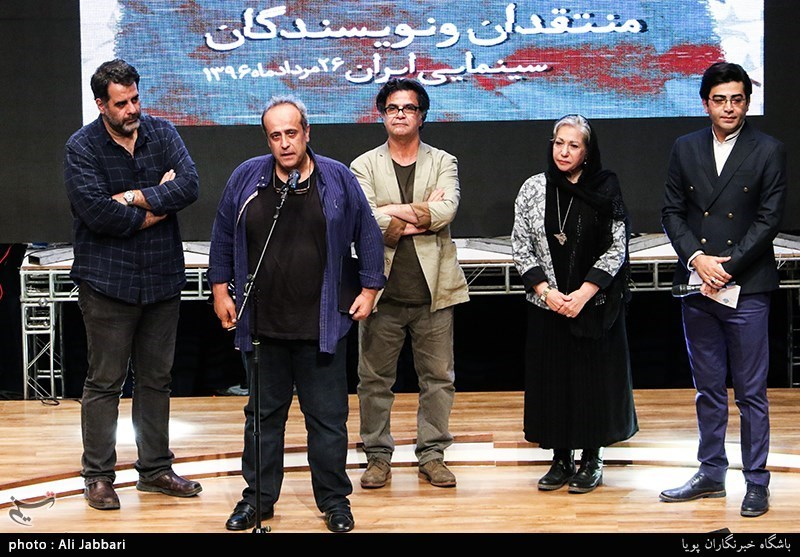

- بهترین فیلمنامه: معصومه بیات (رگ خواب)
- بهترین بازیگر نقش اول زن: لیلا حاتمی (رگ خواب)، دیپلم افتخار بهترین بازیگر اول زن: ثریا قاسمی (ویلایی‌ها)
- بهترین بازیگر نقش اول مرد: حامد بهداد (سد معبر)، دیپلم افتخار بهترین بازیگر نقش اول مرد: کوروش تهامی (رگ خواب)
- بهترین بازیگر مکمل زن: طناز طباطبایی (ویلایی‌ها)

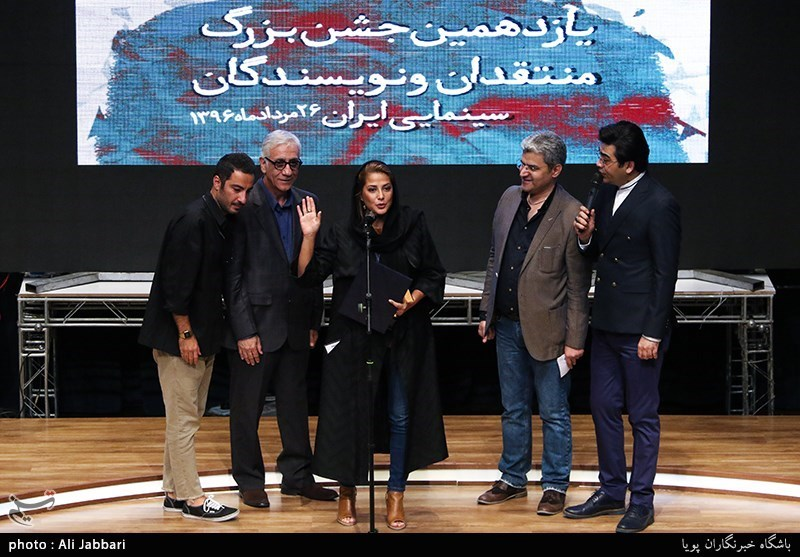

- بهترین بازیگر مکمل مرد: هادی حجازی‌فر (ماجرای نیمروز)

#### حواشی
این دوره از جشن با حواشی بسیاری از جانب پیشکسوتان و بازیگران سینما روبرو شد. از آن میان می‌توان به سخنان جمشید مشایخی نسبت به پخش تصاویر عزت‌الله انتظامی در جشنواره اشاره کرد:
«می‌خواهم «رُک» صحبت کنم و این را از علی معلم آموخته‌ام. چرا در این مراسم فقط به یک نفر توجه شده‌است؟! اگر می‌دانستم برای منتقدین فقط یک هنرپیشه مطرح است که آن موقع جلوی شهربانو تنبک می‌زد، سالها پیش این کار را رها کرده بودم. بقیه بازیگر نیستند؟ هیچ‌کدام زحمت نکشیده‌اند؟ چرا شما اینها را نمی‌بینید؟»
قابل ذکر است که پیشکسوت سینمای ایران جناب جمشید مشایخی در این ایام در حال سلامت مناسبی به سر نمی‌برد.

همچنین نوید محمدزاده که برای اهدا جایزهٔ بهترین بازیگر نقش مکمل زن بر روی صحنه حاضر شد با انتقاد از منتقد دیگری که پیشکسوت سینمای ایران جناب عزت‌الله انتظامی را «آقای بازیگر» خطاب کرد گفت:
«هر شخصی یک اسمی دارد و نباید او را «بچه سنگلج» بنامیم. ما نمی‌توانیم افتخار کنیم که نقدی بر او نوشته‌ایم. او سه دهه درس به ما یاد داد. باید به او احترام بگذاریم و قرار نیست با بی‌احترامی به تأیید چیز دیگری بپردازیم. کاش بدانیم چه می‌گوییم.»

### دورهٔ دوازدهم

#### عوامل
- دبیر جشن: جعفر گودرزی
- رئیس شورای مرکزی انجمن:
- تاریخ برگزاری: ۲۷ آذر ۱۳۹۷
- محل برگزاری: سالن ایوان شمس تهران
- مجری: فرزاد حسنی
- داوران:[۱۷]

#### جوایز
- جایزه خلاقیت و استعداد درخشان: نیما اقلیما برای امیر
- بهترین چهره‌پردازی: سعید ملکان برای تنگهٔ ابوقریب
- بهترین طراحی صحنه و لباس: محمدرضا شجاعی برای تنگهٔ ابوقریب
- بهترین موسیقی: سهراب پورناظری برای شعله‌ور
- بهترین مهندسی صدا: طاهر پیشوایی و علیرضا علویان برای به وقت شام
- بهترین تدوین: مهدی سعدی و هومن سیدی برای مغزهای کوچک زنگ زده
- بهترین فیلم‌برداری: حمید خضوعی ابیانه برای تنگه ابوقریب
- بهترین بازیگر مکمل مرد: فرهاد اصلانی برای مغزهای کوچک زنگ‌زده
- بهترین بازیگر مکمل زن: سحر دولت‌شاهی برای عرق سرد
- دیپلم افتخار بازیگر مرد: امین حیایی برای شعله‌ور
- بهترین بازیگر نقش اول مرد: نوید محمدزاده برای مغزهای کوچک زنگ‌زده
- تندیس بهترین بازیگر نقش اول زن: سارا بهرامی برای دارکوب
- دیپلم افتخار بهترین نقش اول زن: باران کوثری برای عرق سرد
- تندیس بهترین فیلم‌نامه: هومن سیدی برای مغزهای کوچک زنگ‌زده
- دیپلم افتخار بهترین فیلم‌نامه: حمید نعمت‌الله و هادی مقدم‌دوست برای شعله‌ور
- تندیس بهترین کارگردانی: هومن سیدی برای مغزهای کوچک زنگ زده
- بهترین فیلم: تهیه‌کننده سعید سعدی برای مغزهای کوچک زنگ‌زده

### دوره سیزدهم

#### عوامل
- دبیر جشن: جعفر گودرزی
- رئیس شورای مرکزی انجمن:
- تاریخ برگزاری: ۱۰ بهمن ۱۳۹۸
- محل برگزاری:هتل انقلاب تهران
- مجری: فرزاد حسنی

#### جوایز
- دیپلم خلاقیت و استعداد درخشان به سروش صحت برای فیلم جهان با من برقص اهدا شد.
- تندیس خلاقیت و استعداد درخشان سیزدهمین شب منتقدان به مسخره‌باز ساخته همایون غنی‌زاده تعلق گرفت.
- تندیس بهترین دستاورد فنی به محسن نصراللهی برای طراحی صحنه فیلم سرخ‌پوست
 جواد مطوری برای جلوه‌های بصری فیلم مسخره‌باز
 محسن خیرآبادی، رضا میثاقی و شهاب نجفی برای جلوه‌های بصری فیلم غلامرضا تختی
- تندیس بهترین بازیگر نقش مکمل مرد: علی نصیریان برای فیلم مسخره‌باز
- دیپلم افتخار بهترین موسیقی متن: مسعود سخاوت‌دوست برای فیلم شبی که ماه کامل شد 
 کریستف رضاعی برای فیلم ناگهان درخت (تندیس)
- تندیس بهترین تدوین: به بهرام دهقانی برای فیلم متری شش‌ونیم
- تندیس بهترین فیلمبرداری: هومن بهمنش برای فیلم سرخ‌پوست و فیلم متری شیش و نیم
- تندیس خلاقیت در بازیگری: نوید محمدزاده
- تندیس بهترین بازیگر زن: فرشته صدرعرفایی برای فیلم شبی که ماه کامل شد
- تندیس بهترین بازیگر نقش اول مرد: حامد بهداد برای قصر شیرین
- تندیس بهترین بازیگر نقش اول زن: الناز شاکردوست برای شبی که ماه کامل شد
- دیپلم افتخار بهترین فیلمنامه: محسن قرایی و محمد داودی برای فیلم قصر شیرین
 نیما جاویدی برای فیلم سرخ‌پوست (تندیس)
- دیپلم افتخار بخش کارگردانی: نرگس آبیار برای شبی که ماه کامل شد
- جایزه ویژه بهترین کارگردانی: سعید روستایی برای فیلم متری شیش و نیم
- تندیس بهترین کارگردانی: به نیما جاویدی برای فیلم سرخ‌پوست
- تندیس بهترین فیلم: به مجید مطلبی برای فیلم سرخ‌پوست

در این مراسم از علیرضا زرین دست، عباس یاری و اکبر عبدی به پاس فعالیت در سینما تجلیل شد.

### دوره چهاردهم

#### عوامل
- دبیر جشن:جعفر گودرزی
- تاریخ برگزاری: ۲۴ اردیبهشت ۱۴۰۱
- محل برگزاری:

#### جوایز
- بهترین فیلم: آتابای (تهیه‌کننده نیکی کریمی)
- بهترین کارگردان: نیکی کریمی برای آتابای
- بهترین فیلمنامه: هادی حجازی‌فر برای آتابای

- جایزه خلاقیت و استعداد درخشان (بهترین فیلم اول): بهمن و بهرام ارک برای پوست

- بهترین بازیگر نقش اول مرد: سعید آقاخانی برای خون شد

- بهترین بازیگر نقش اول زن: الناز شاکردوست برای تی تی

- بهترین بازیگر نقش مکمل مرد: جواد عزتی بری آتابای

- بهترین بازیگر نقش مکمل زن: باران کوثری برای بی همه چیز و عامه پسند

- بهترین تدوین: میثم مولایی برای روز صفر

- بهترین موسیقی متن: حسین علیزاده برای آتابای

- بهترین فیلمبرداری: مرتضی نجفی برای تومان

- بهترین صدای فیلم (صداگذاری و صدابرداری): رشید دانشمند (صدابردار) ، امیرحسین قاسمی(صداگذار) برای زالاوا

- بهترین دستاورد فنی: مرتضی فربد برای طراحی صحنه فیلم تومان مارال جیرانی برای طراحی لباس فیلم تومان